# Marycarmenia
Marycarmenia är ett släkte av ringmaskar. Marycarmenia ingår i familjen Dorvilleidae.
Kladogram enligt Catalogue of Life:
| Marycarmenia | \| \| Marycarmenia gaspeensis \| \| \| \| \| \| Marycarmenia lysandrae \| \| \| \| |
|              | \| \| Marycarmenia gaspeensis \| \| \| \| \| \| Marycarmenia lysandrae \| \| \| \| |
|              | Marycarmenia gaspeensis                                                            |
|              |                                                                                    |
|              | Marycarmenia lysandrae                                                             |
|              |                                                                                    |